# Lambaesis
Koordinaten: 35° 29′ 10″ N, 6° 15′ 10″ O

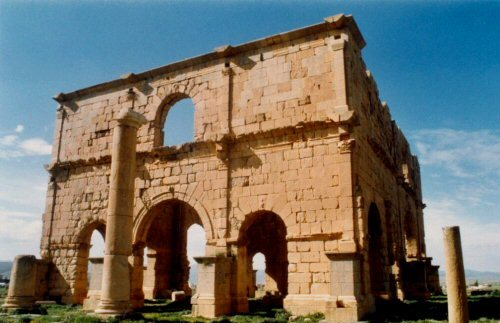
Legionslager von Lambaesis: Reste des Torbaus der Principia

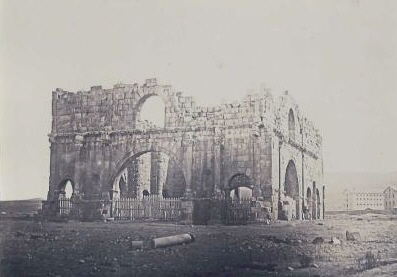
Ruine des Praetoriums in Lambaesis, um 1855; Fotografie von Félix-Jacques Moulin

Lambaesis ist ein antiker römischer Ort im heutigen Algerien. Er war neben dem nur etwa 20 Kilometer entfernt liegenden Timgad die wichtigste römische Stadt in Numidien. Lambaesis liegt bei dem modernen Tazoult-Lambèse am Fuße des Aurès-Gebirges im Nordosten von Algerien, zehn Kilometer südöstlich von Batna an der Straße von Batna nach Timgad.
An der Stelle zweier kleinerer Lager flavischer Zeit wurde hier das große Legionslager der Legio III Augusta angelegt und 129 n. Chr. fertiggestellt. Lambaesis war der militärische Hauptort der römischen Provinz Africa. Im späten 3. Jahrhundert wurde das Lager aufgegeben.
Unter Kaiser Mark Aurel (regierte 161–180 n. Chr.) wurde die Zivilstadt Lambaesis in den Rechtsstatus eines Municipiums erhoben; unter Kaiser Septimius Severus (regierte 193–211 n. Chr.) stieg der Ort zur Hauptstadt der Provinz Numidia auf, was er bis zum Ende des 3. Jahrhunderts blieb. Im mittleren 3. Jahrhundert wurde die Stadt zur Colonia; dies muss nach 248 und vielleicht vor 252, jedenfalls aber vor der Zeit um 270/280 n. Chr. erfolgt sein.
Seit dem 3. Jahrhundert gewann das Christentum in der Stadt an Bedeutung. Ein erster Bischof ist 256 erwähnt. Die Stadt hatte während der byzantinischen Herrschaft im Maghreb als Grenzstadt Bedeutung, zumal in dieser Zeit eine Festung dort erbaut wurde. Nach dem Bistum ist das Titularbistum Lambaesis benannt.

## Sehenswürdigkeiten
Der Grundriss der Anlage ist größtenteils erhalten. Ausgrabungen ergaben unter anderem ein Lager mit Praetorium, Kasernen und Amphitheater sowie eine Zivilstadt mit Kapitol, Tempeln und Theater.
Ein monumentaler zweigeschossiger Torbau von 23 × 36 Metern wurde zum Hauptquartiersgebäude (principia) der Legion umgebaut. Die Eingangshalle ist erhalten, außerhalb der Anlage liegt ein Amphitheater.